# Židovska općina Doboj
Židovska općina Doboj je vjerska organizacija građana Bosne i Hercegovine židovskog podrijetla. Sjedište općine je u Doboju. 

## Povijest
Židovi koji su se nastanili na području Doboja osnovali su Židovsku općinu Doboj. Tijekom Drugog svjetskog rata, u vrijeme nacističke okupacije, skoro cjelokupno židovsko stanovništvo Doboja odvedeno je u logore iz kojih se nikada nisu vratili. Međutim, ne treba zaboraviti da su Židovi kroz povijest ostavili veliki trag na području grada Doboja. Dali su nemjerljiv doprinos u razvoju gospodarstva, kulture, zdravstva, trgovine i obrtničke djelatnosti. Prvi dobojski liječnik bio je Židov Simon Levi. Liječnik Rihard Skuteski je osnovao prvo pjevačko društvo u Doboju 1927. godine. Supruga Skuteskog, bila je prva dobojska medicinska sestra. Prvi veterinar koji se spominje u povijesti Doboja bio je Leopold Kalc 1920. godine, dok su braća Pesah prvi dobojski trgovci koji su otvorili robnu kuću. Židovi su bili vlasnici i prve dobojske banke i tiskare, koju je vodio Moric Trinki. Prvi odvjetnik u gradu bio je Emil Rubinštajn.

### Židovska općina Doboj
Židovska općina u Doboju je osnovana 1871. godine i od tada neprekidno djeluje u tom gradu. Danas je Židovska općina u Doboju malobrojna zajednica u odnosu na druge konfesije, a pored Doboja, dio građana židovske pripadnosti živi u Tesliću, Bosanskom Šamcu i Derventi. Općina je usmjerena na očuvanje judaizma, tradicije i židovskog identiteta u Bosni i Hercegovini, kao i prema promociji i očuvanju mira, kulturne i gospodarske suradnje među svim narodima u Bosni i Hercegovini. Financira se uglavnom pomoću su članarina, pomoći Židovskog društvenog fonda, grantova ministarstava i Vlade entiteta Republika Srpska, grada Doboja, međunarodnih donatora i dobrovoljnih priloga.
Židovska općine u Doboju ima predsjednika, skupštinu, upravni odbor, nadzorni odbor, generalnog tajnika, vjersku službu, te sud časti koji čine stub organizacije i koji se brinu o dignitetu Židovske općine u Doboju.

## Dobojska sinagoga
Prvi židovski dom sa sinagogom u Doboju podignut je 1874. godine, a uništen je 1942. godine, tokom Drugog svjetskog rata. Pronađena su jedino ulazna vrata koja danas stoje kao simbol sjećanja u dvorištu novoizgrađene dobojske sinagoge. Današnja dobojska sinagoga osveštana je u studenome 2003. godine, nakon rekonstrukcije obiteljske kuće Aleksandra Vrhovskog i Ota Kalamara izgrađene 1922. godine i dobila je naziv "Bet Shalom" (hebr.: Kuća mira). Pored sinagoge, u objektu djeluje Židovski kulturni centar i Židovska općina u Doboju.

## Vanjske poveznice
- Židovska općina u Doboju, Doboj